# Huis Nassau-Saarbrücken (1735-1797)
Het Huis Nassau-Saarbrücken was een zijtak van de Walramse Linie van het Huis Nassau, een Duitse adellijke familie. Het Huis Nassau-Saarbrücken ontstond in 1735 door de laatste deling in de Walramse Linie en heerste over de graafschappen Saarbrücken en Saarwerden. Het huis stierf uit in 1797. Voordien waren er nog drie zijtakken die Nassau-Saarbrücken genoemd worden.

## Ontstaan van het huis
Het Huis Nassau-Saarbrücken ontstond in 1735 door de deling in de Walramse Linie tussen de zoons van vorst Willem Hendrik I van Nassau-Usingen: Karel en Willem Hendrik II van Nassau-Usingen. Deze hadden hun vader in 1718 opgevolgd - onder regentschap van hun moeder Charlotte Amalia van Nassau-Dillenburg - en tot dan toe gezamenlijk geregeerd. In 1728 erfden de beide broers het graafschap Nassau-Saarbrücken en het vorstendom Nassau-Idstein van hun achterneef Frederik Lodewijk van Nassau-Ottweiler. Bij de verdeling ontving Karel het vorstendom Nassau-Usingen en Willem Hendrik ontving Nassau-Saarbrücken.
Het graafschap Saarbrücken was in 1381 door graaf Filips I van Nassau-Weilburg geërfd van zijn grootvader van moederszijde, Johan II van Saarbrücken. Het graafschap Saarwerden kwam in 1527 in bezit van graaf Johan Lodewijk van Nassau-Saarbrücken.

## Regerende vorsten

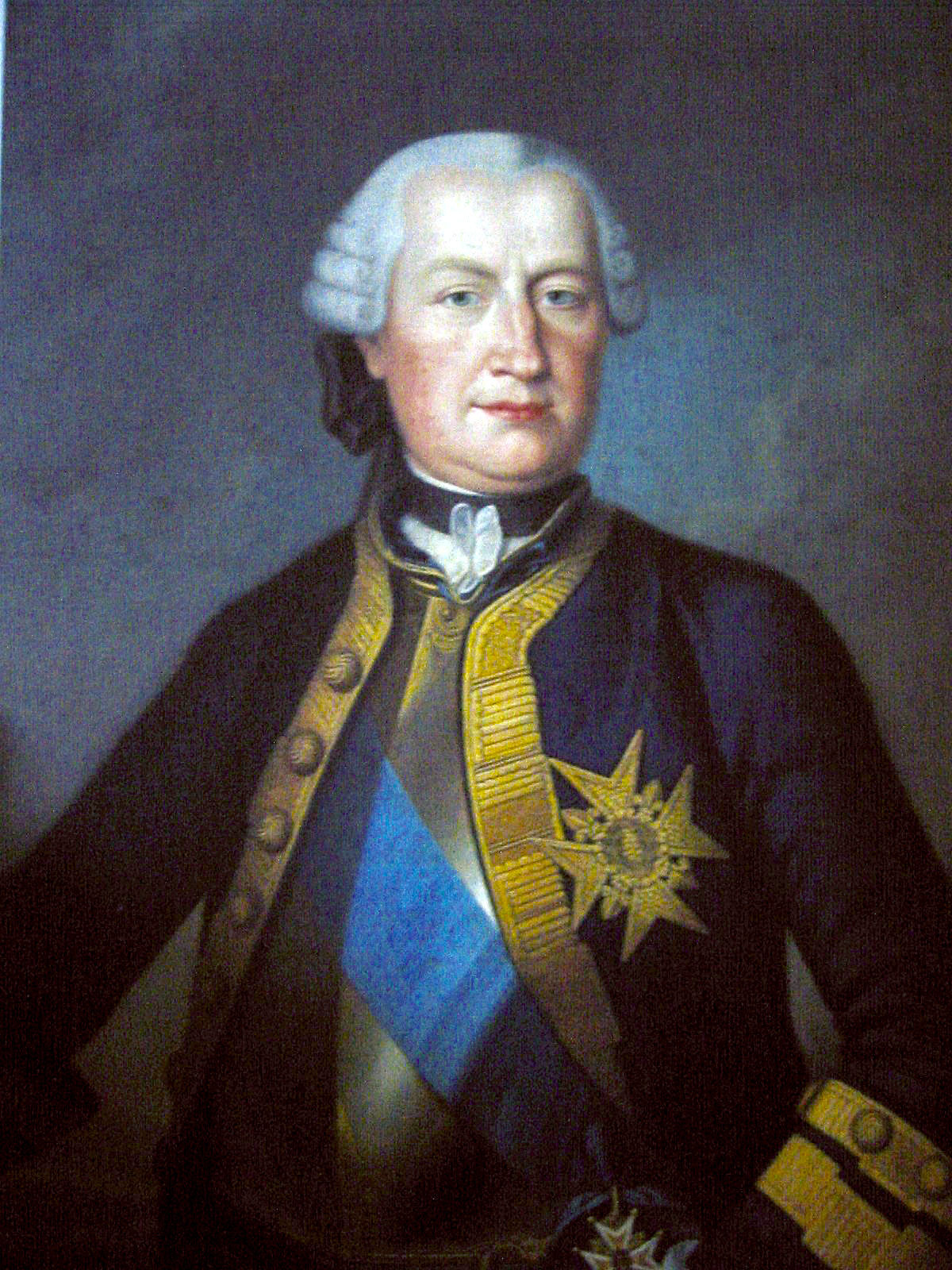
Willem Hendrik van Nassau-Saarbrücken

### Willem Hendrik (1728-1768)
Willem Hendrik van Nassau-Saarbrücken (Usingen 6 maart 1718 - Saarbrücken 24 juli 1768) was de vijfde en jongste zoon van vorst Willem Hendrik I van Nassau-Usingen en Charlotte Amalia van Nassau-Dillenburg. Willem Hendrik werd postuum geboren. In 1730 en 1731 studeerden Willem Hendrik en zijn broer aan de Universiteit van Straatsburg en werden onderwezen door verschillende hofmeesters. Waarschijnlijk studeerde Willem Hendrik ook enige tijd aan de Universiteit van Genève, die bij gereformeerde studenten zeer geliefd was.
Nassau-Saarbrücken was met ongeveer 22.000 inwoners op twaalf vierkante mijl een van de kleinste landen in het Heilige Roomse Rijk. Willem Hendrik stond tot 1738 onder regentschap. Zijn Grand tour voerde hem o.a. naar Frankrijk aan het hof van Lodewijk XV, die hem in 1737 benoemde tot commandant van het Franse cavalerieregiment Royal-Allemand. Door dit geschenk werd hij zijn leven lang in Franse militaire dienst opgenomen. In 1740 werd hij tot brigadegeneraal benoemd. In 1742 verkocht hij tijdens zijn verblijf in Frankfurt am Main ter gelegenheid van de kroning van keizer Karel VII zijn regiment aan de landgraaf van Hessen-Darmstadt. In dezelfde tijd leerde hij zijn toekomstige vrouw kennen.
Willem Hendrik werd in 1744 tot Maréchal de camp benoemd en werd eigenaar van het nieuw opgerichte Franse cavalerieregiment Nassau-Sarrebrück. In 1745 werd hij eigenaar van het nieuwe infanterieregiment Nassau-Sarrebrück, dat hij in 1758 aan zijn broer Karel overdroeg. In 1748 werd Willem Hendrik benoemd tot luitenant-generaal.
Op 18 november 1756 richtte Willem Hendrik het huzaren vrijkorps Volontaires Royaux de Nassau-Sarrebrück met twee eskadrons à 150 huzaren op, dat op 7 april 1758 als Volontaires Royaux de Nassau tot vier eskadrons met in totaal 600 ruiters verdubbeld werd.
Willem Hendrik ging in 1745 met Karel August van Nassau-Weilburg over tot de verdeling van Saarwerden en Herbitzheim en verkreeg ⅔ deel. Willem Hendrik stond in 1755, samen met Karel Christiaan van Nassau-Weilburg, aan de hertog van Zweibrücken stad en ambt Homburg in de Palts af, dat hij gezamenlijk met Karel Christiaan bezat. Willem Hendrik stond in 1766 Altsaarwerden, Bockenheim en zijn deel van Wadgassen af aan Frankrijk dat in ruil daarvoor de hoge soevereiniteit op de heerlijkheid Püttlingen opgaf.
Willem Hendrik hervormde het bestuur en de rechterlijke macht, door de twee instellingen juridisch te scheiden en wetten uit te vaardigden, die het typische verlichte absolutistische karakter van de tijd droegen. Daartoe behoorde ook een kameralistiek economisch beleid. Hij nam maatregelen tot uniformering van belastingen en invoering van een modern kadaster. In 1745 voerde hij een nieuwe verordening voor de heffing van tol op het land en op het water in. Vanaf 1747 bevorderde hij de glasproductie. Hij startte eveneens moderne landbouwmethodes, zoals de aardappelteelt en de ongediertebestrijding. Van belang was ook zijn betrokkenheid bij de steenkoolmijnbouw en de ijzersmelterij. De mijnen werden in 1750 genationaliseerd en de smelterijen werden verpacht aan ondernemers. Het lukte hem hiermee in het midden van de 18e eeuw de proto-industriële basis te leggen voor het latere, sterk geïndustrialiseerde Saargebied. In 1756 monopoliseerde hij de zouthandel. Ondanks de stijgende belasting- en pachtinkomsten verlichtte de begrotingssituatie niet, vooral vanwege de hoge bouwuitgaven.
Bij Willem Hendrik - evenals bij zijn vorstelijke tijdgenoten - tonen zich de mogelijkheden en grenzen van de verlichte absolutistische politiek. Hoezeer hij ook volgens verlichte principes wettelijke hervormingen doorvoerde, economische impulsen stelde en religieuze tolerantie hanteerde, zozeer bleef hij ook een patriarchale heerser, die zijn onderdanen een actieve deelname weigerde, met een immense vloed van voorschriften alle gebieden van het leven wilde reguleren en hard tegen sociale protesten ingreep.
Met de regeringsovername verhuisde Willem Hendrik samen met zijn familie en enkele adellijke families van Usingen naar Saarbrücken, aan de uitbouw daarvan begon hij ijverig. De hoofdstad, die in de troebelen van de Dertigjarige Oorlog en de Reünieoorlog zwaar in het ongeluk gestort was, werd tot een barokke residentie omgevormd en uitgebreid. De keerzijde van de prachtige stadsuitbreiding was een immense schuld, die zijn zoon en opvolger Lodewijk nog lang moest afdragen. Niettemin zijn het juist de bouwprojecten van Willem Hendrik die de stad Saarbrücken vandaag nog steeds vormen en de herinnering aan hem levend houden.
Willem Hendrik overleed op 50-jarige leeftijd en werd begraven in de Slotkerk te Saarbrücken. Uit zijn huwelijk met Sophie van Erbach-Reichenberg werden vijf kinderen geboren, waaronder zijn zoon en opvolger Lodewijk.

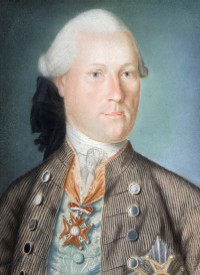
Lodewijk van Nassau-Saarbrücken

### Lodewijk (1768-1793)
Lodewijk van Nassau-Saarbrücken (Saarbrücken 3 januari 1745 - Aschaffenburg 2 maart 1794) was de oudste zoon van vorst Willem Hendrik van Nassau-Saarbrücken en Sophie van Erbach-Reichenberg. Net als zijn vader werd hij opgeleid aan de Universiteit van Straatsburg. Op 20 maart 1758 werd hij benoemd tot kolonel van het regiment Nassau-Infanterie. Een vormingsreis bracht hem van 1759 tot 1766 naar Engeland, Frankrijk, Duitsland en de Nederlanden.
Lodewijk volgde in 1768 zijn vader op als vorst van Nassau-Saarbrücken. Hij zette het economische beleid grotendeels voort, maar was in toenemende mate onderworpen aan bezuinigingen, zodat hij zijn heerlijkheid Jugenheim in Rheinhessen van 1769 tot 1777 aan het vorstendom Nassau-Usingen verpandde. In 1770 vroeg hij bij keizer Jozef II de inzet van een schuldaflossingcommissie aan, die tot 1782 bestond. Tot spaarzaamheid bij de hofhouding verplicht, verplaatste hij zijn regeringszetel naar de kleinere jachthuizen in de omgeving van Saarbrücken. Ondanks een beleid van zuinigheid lukte het hem om bouwkundig actief te blijven. 
In 1769 benoemde koning Lodewijk XV van Frankrijk Lodewijk tot brigadegeneraal van de infanterie. In 1770 volgde de benoeming tot kolonel van het huzarenregiment Royal Nassau en in 1771 de benoeming tot maréchal de camp. In de periode 1773-1775 sloten Frankrijk en Nassau-Saarbrücken verdragen over het recht van vrije vestiging van hun inwoners.
Lodewijk kocht in 1778 de heerlijkheid Püttlingen (in Saarland) waarvan zijn vader in 1766 de soevereiniteit had verkregen.
Als heerser van het verlichte absolutisme zette Lodewijk talrijke interne reorganisaties in de zin van de Verlichting door: van de land- en bosbouw (in 1783), het onderwijs (20 november 1783), en de procesorde, inclusief de afschaffing van marteling (in 1778). Op 9 november 1777 kondigde hij een verordening af die openbare dronkenschap, het kaart- en dobbelspel, en het dansen verbood. 
In 1783 sloot Lodewijk een erfverdrag (Erneuerte Nassauische Erbverein) met Karel Willem van Nassau-Usingen, Karel Christiaan van Nassau-Weilburg en Willem V van Oranje-Nassau om de eenheid van de Nassause gebieden te bewaren.
Op 31 oktober 1791 vielen Franse revolutionaire troepen onder generaal Ligneville Saarbrücken binnen. Op 13 mei 1793 vluchtte Lodewijk, die in slechte gezondheid was, via Mannheim naar Aschaffenburg in Keur-Mainz, waar hij in ballingschap ging. Daar overleed hij in 1794. Hij werd begraven in de Laurentiuskerk te Usingen. Zijn gebeente werd op 23 november 1995 in de Slotkerk te Saarbrücken herbegraven.
Uit zijn huwelijk met Wilhelmina van Schwarzburg-Rudolstadt werd één zoon geboren: Hendrik. Uit zijn relatie en latere tweede morganatische huwelijk met Katharina Kest werden zeven kinderen geboren. Ook had hij nog twee buitenechtelijke kinderen uit zijn relatie met Friederike Amalie Freifrau von Dorsberg.

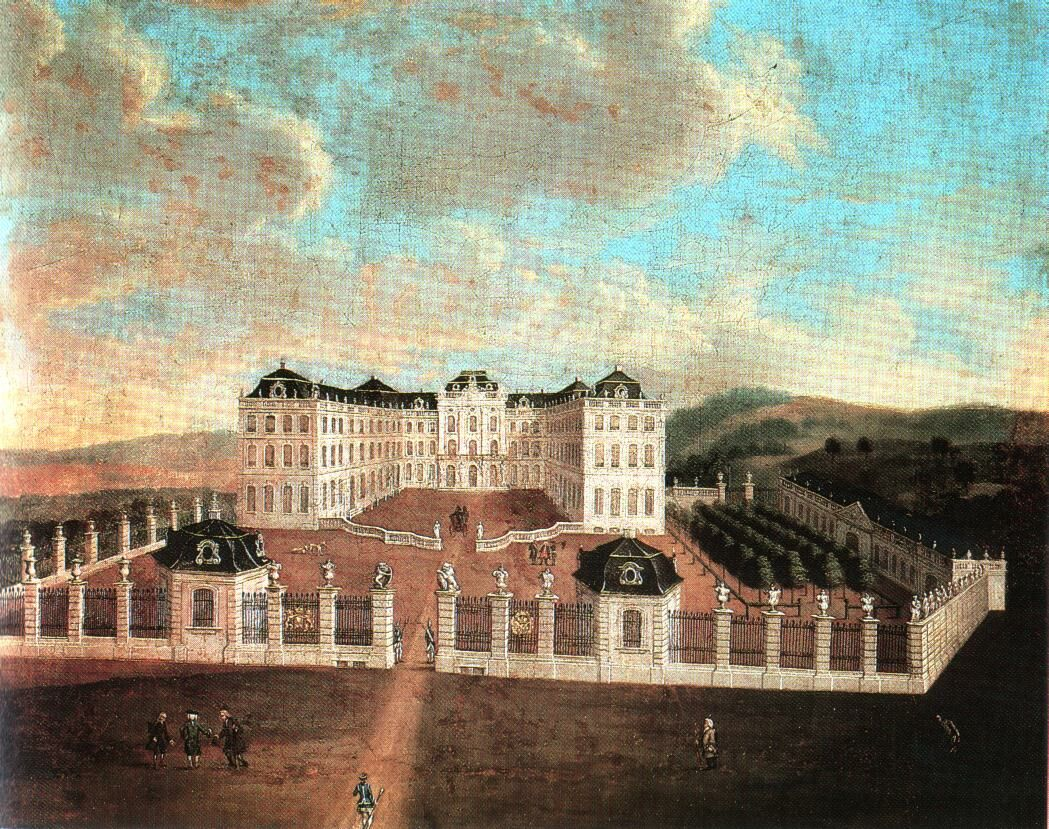
Slot Saarbrücken in 1760
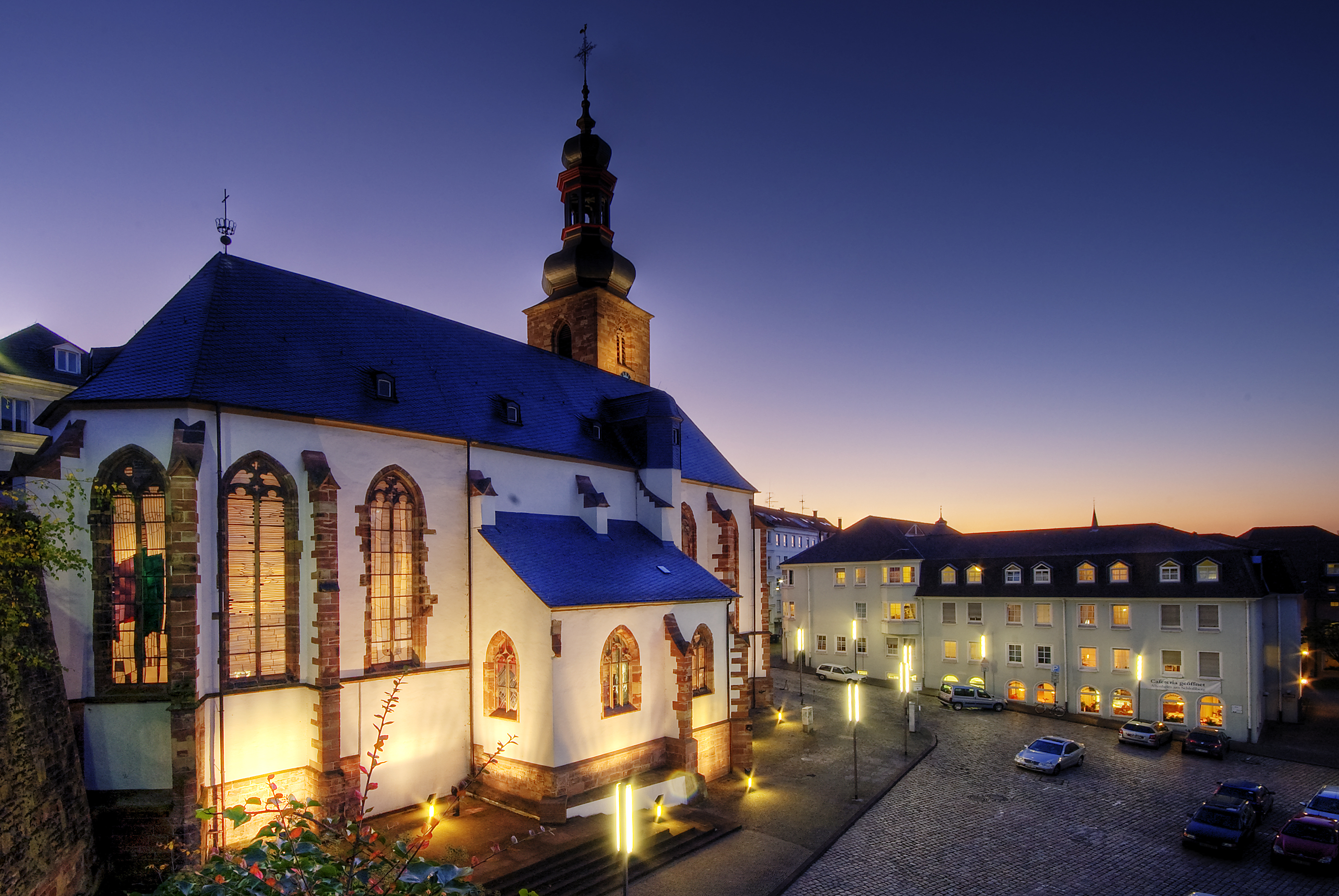
Slotkerk, Saarbrücken
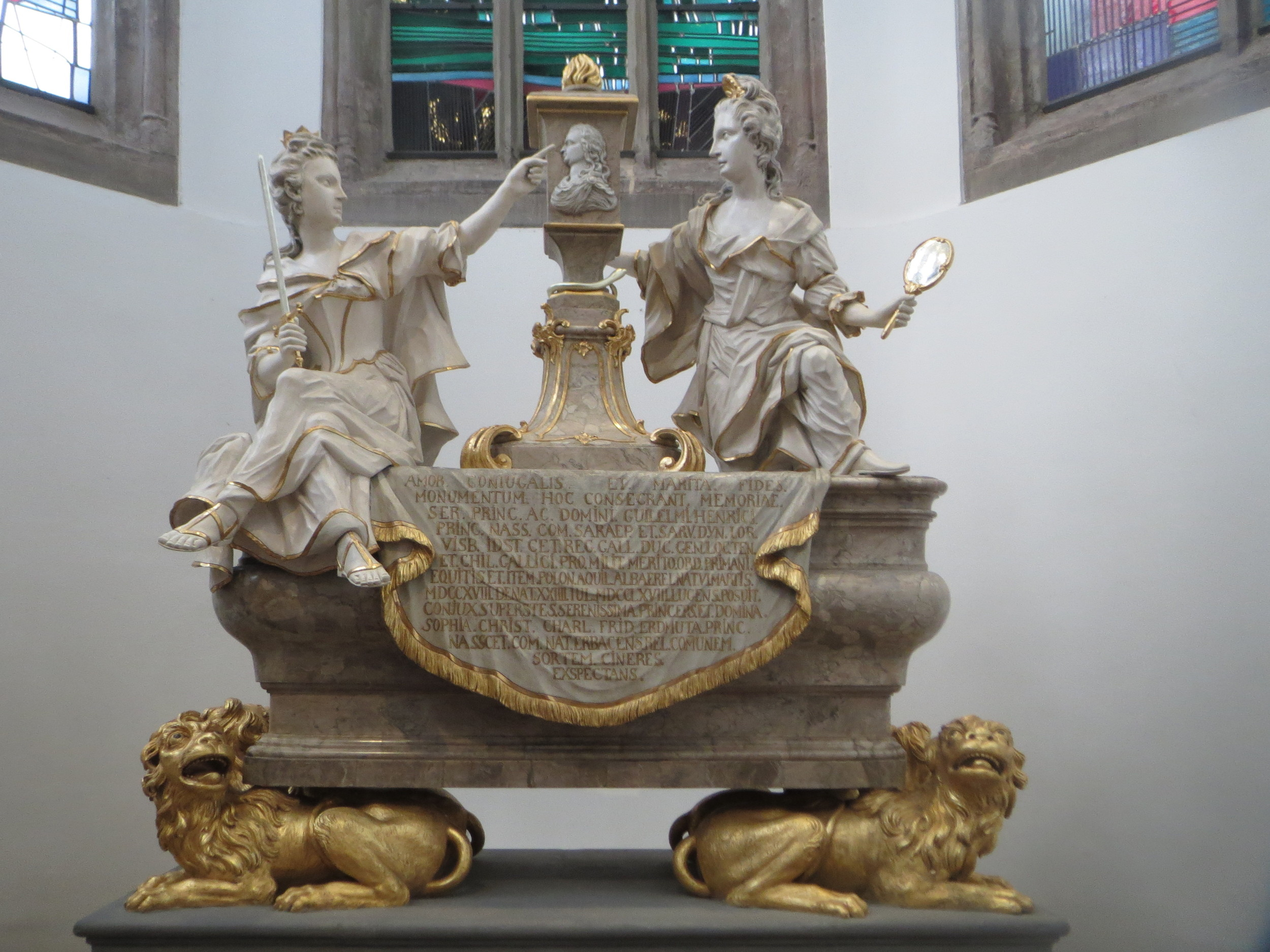
Grafmonument van vorst Willem Hendrik, Slotkerk, Saarbrücken
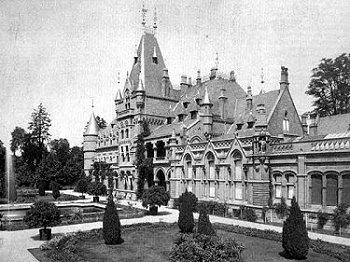
Slot Halberg in 1900

## Overige leden uit het huis

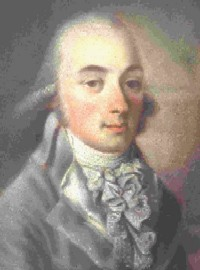
Hendrik van Nassau-Saarbrücken

### Hendrik (1768-1797)
Hendrik van Nassau-Saarbrücken, volledige voornamen Hendrik Lodewijk Karel Albrecht, (Saarbrücken 9 maart 1768 - Cadolzburg 27 april 1797) was het enige kind van vorst Lodewijk van Nassau-Saarbrücken en Wilhelmina van Schwarzburg-Rudolstadt. Het huwelijk tussen Lodewijk en Wilhelmina was ongelukkig, zodat Wilhelmina zich terugtrok in Slot Halberg en daar hun zoon grootbracht.
Hendrik werd in 1773 luitenant in het regiment Nassau-Infanterie. Hij studeerde eerst aan de Universiteit van Straatsburg en daarna van 1782 tot 1785 natuurkunde aan de Universiteit van Göttingen. Daarna maakte hij reizen: in 1786 was hij in Berlijn en in het voorjaar van 1787 in Italië.
Op 14 mei 1793 moest Hendrik voor de Fransen uit Slot Neunkirchen vluchten en trad hij in Pruisische militaire dienst. Hij keerde in de herfst van 1793 met Pruisische troepen terug in Saarbrücken. Hij moest in oktober 1793 toezien hoe Slot Saarbrücken in vlammen opging. Op 14 november 1793 werd hij kolonel van de Pruisische cavalerie. In 1794 stierf zijn vader en hij erfde de vorstelijke waardigheid. Koning Frederik Willem II van Pruisen verleende Hendrik asiel op Slot Cadolzburg bij Ansbach. Reeds in 1797 stierf Hendrik na een val van een paard. Zijn huwelijk met Anne Françoise Maximilienne de Saint-Mauris de Montbarrey bleef kinderloos. Hendriks aanspraken op Nassau-Saarbrücken werden overgenomen door vorst Karel Willem van Nassau-Usingen.
In zijn testament had Hendrik, in herinnering aan zijn jeugd, de Saarbrücker Halberg als de plaats van zijn laatste rustplaats aangewezen. Het door graaf Lodewijk Crato van Nassau-Saarbrücken gebouwde (barokke) Slot Monplaisir lag echter als gevolg van de verwoestingen in de Eerste Coalitieoorlog in puin, bovendien hield het revolutionaire Frankrijk het grondgebied nog steeds bezet. Daarom werd het lijk van Hendrik in Cadolzburg begraven. Pas in 1976 maakte het initiatief Freundeskreis Erbprinz Heinrich de overdracht en herbegrafenis van zijn gebeente op de Halberg mogelijk. Een obelisk aan het einde van de toegangsweg naar het huidige (historicistische) Slot Halberg markeert de plek.

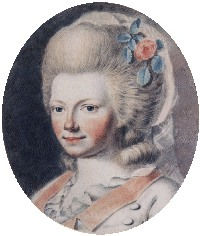
Katharina Kest

### Katharina Kest
Katharina Margaretha Kest (Fechingen, 1 maart 1757 - Mannheim, 11 december 1829) was de dochter van de horige landbouwer Johann Georg Kest en Anna Barbara Wohlfahrt. Na de dood van de vader, rond het jaar 1770, verhuisden moeder en dochter naar de nabijgelegen residentiestad Saarbrücken, waar Katharina door Frederike Amalie Freifrau von Dorsberg, de maîtresse van vorst Lodewijk van Nassau-Saarbrücken, als kindermeisje voor de buitenechtelijke kinderen van het paar, en als kamermeisje aangesteld werd.
Lodewijk liet het meisje in Metz, Nancy en Parijs tot dame opleiden. Op 16-jarige leeftijd keerde ze terug naar Saarbrücken en werkte opnieuw als kamermeisje voor Freifrau von Dorsberg. Gedurende deze tijd werd Katharina Kest de maîtresse van Lodewijk en beëindigde hij zijn relatie met Freifrau von Dorsberg. Sommige bronnen vermelden dat Lodewijk en Katharina op 1 november 1774 morganatisch huwden. Omdat Lodewijks echtgenote Wilhelmina van Schwarzburg-Rudolstadt toen nog in leven was, is een tweede huwelijk op die datum onmogelijk. Vermoedelijk is het de datum waarop Katharina maîtresse en titre werd. In de volksmond werd ze das Gänsegretel von Fechingen genoemd.
In 1781 werd Katharina door hertog Karel II August van Palts-Zweibrücken verheven tot Frau von Ludwigsberg. De buitenechtelijke kinderen werden in 1781 gelegitimeerd door keizer Jozef II. Katharina werd in 1781 verheven tot rijksbarones van Ottweiler en in 1784 tot rijksgravin van Ottweiler. In 1787 huwden Lodewijk en Katharina. Lodewijk liet Katharina enkele dagen later als heersende vorstin van Nassau-Saarbrücken uitroepen. Hoewel Lodewijk het huwelijk niet als morganatisch bedoelde, werd het door overige vorsten van Nassau alleen als morganatisch erkend. Ze erkenden de kinderen uit het huwelijk niet als erfgenamen van het vorstendom Nassau-Saarbrücken.
In 1788 reisde het paar naar Parijs om daar een passende territoriale heerlijkheid voor Katharina Kest te verwerven. In 1789 kocht Lodewijk de heerlijkheid Dillingen en liet door koning Lodewijk XVI van Frankrijk de heerlijkheid Dillingen tot hertogdom en zijn vrouw Katharina tot hertogin van Dillingen verheffen, welke verheffing door het Parlement van Nancy werd geregistreerd. Tegelijkertijd liet hij het bestaande Slot Dillingen tot een kleine hertogelijke residentie uitbreiden.
In 1791 vielen Franse revolutionaire troepen onder generaal Ligneville Saarbrücken binnen. In 1793 vluchtten Lodewijk, die in slechte gezondheid was, Katharina en hun kinderen via Mannheim naar Aschaffenburg in Keur-Mainz, waar ze in ballingschap gingen. Daar overleed Lodewijk in 1794. In 1799 sneuvelde haar zoon Ludwig Carl in Zwitserland.
Katharina ging terug naar Mannheim. Hier woonde ze sinds 1800 met haar kinderen in een paleis in de buurt van de Paradeplatz en in de buurt van Slot Mannheim. In 1802 kwam het tot een breuk tussen Katharina en haar dochter Luise, die met de toen beroemde Weense operazanger en componist Joseph Fischer huwde.
In hetzelfde jaar reisde Katharina met haar zoon Adolf naar Parijs om bij Napoleon Bonaparte de aanspraken op het hertogdom Dillingen geldend te kunnen maken. De Franse staat had tijdens de revolutie het hertogdom Dillingen in beslag genomen. Op bevel van Napoleon kreeg Katharina het hertogdom en Slot Dillingen weliswaar terug, maar in 1806 verkocht ze alle goederen aan de Dillinger Hütte. Daarnaast onderhandelde Katharina met Napoleon om de aanspraken van haar zoon Adolf op het vorstendom Nassau-Saarbrücken geldend te kunnen maken. Hier had Katharina echter geen succes.
In 1812 stierf Katharina's geliefde zoon Adolf tijdens zijn dienst als luitenant in het Württembergse leger in Vilnius als deelnemer aan de veldtocht van Napoleon naar Rusland in 1812. Katharina heeft tijdens de rest van haar leven op de terugkeer van haar zoon gehoopt en omvangrijk meerjarig onderzoek naar zijn verblijfplaats gedaan. Zelfs tot tsaar Alexander I van Rusland heeft ze zich hieromtrent gewend, die haar echter niets over het lot van Adolf kon mededelen. Tot haar dood hield Katharina aan de fictie vast dat haar zoon nog leefde en stelde hem na de breuk met haar dochters als hoofderfgenaam aan. Haar dochter Luise kon pas een jaar na de dood van Katharina, na een getuigenoproep in verscheidene kranten, de dood van haar broer zonder twijfel aantonen, en daarmee aan de geblokkeerde nalatenschap van Katharina komen.

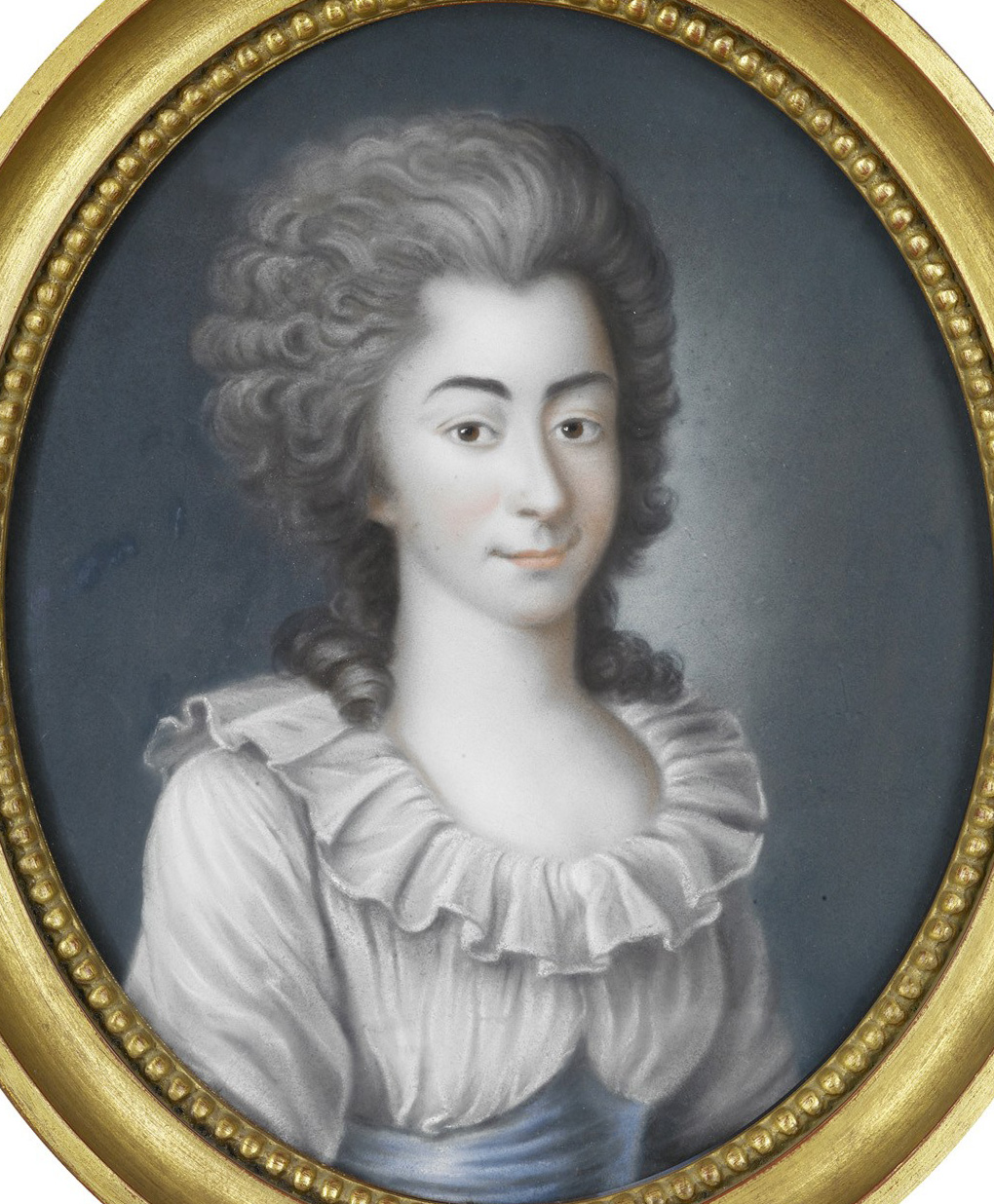
Katharina Kest door Johann Friedrich Dryander, 1790
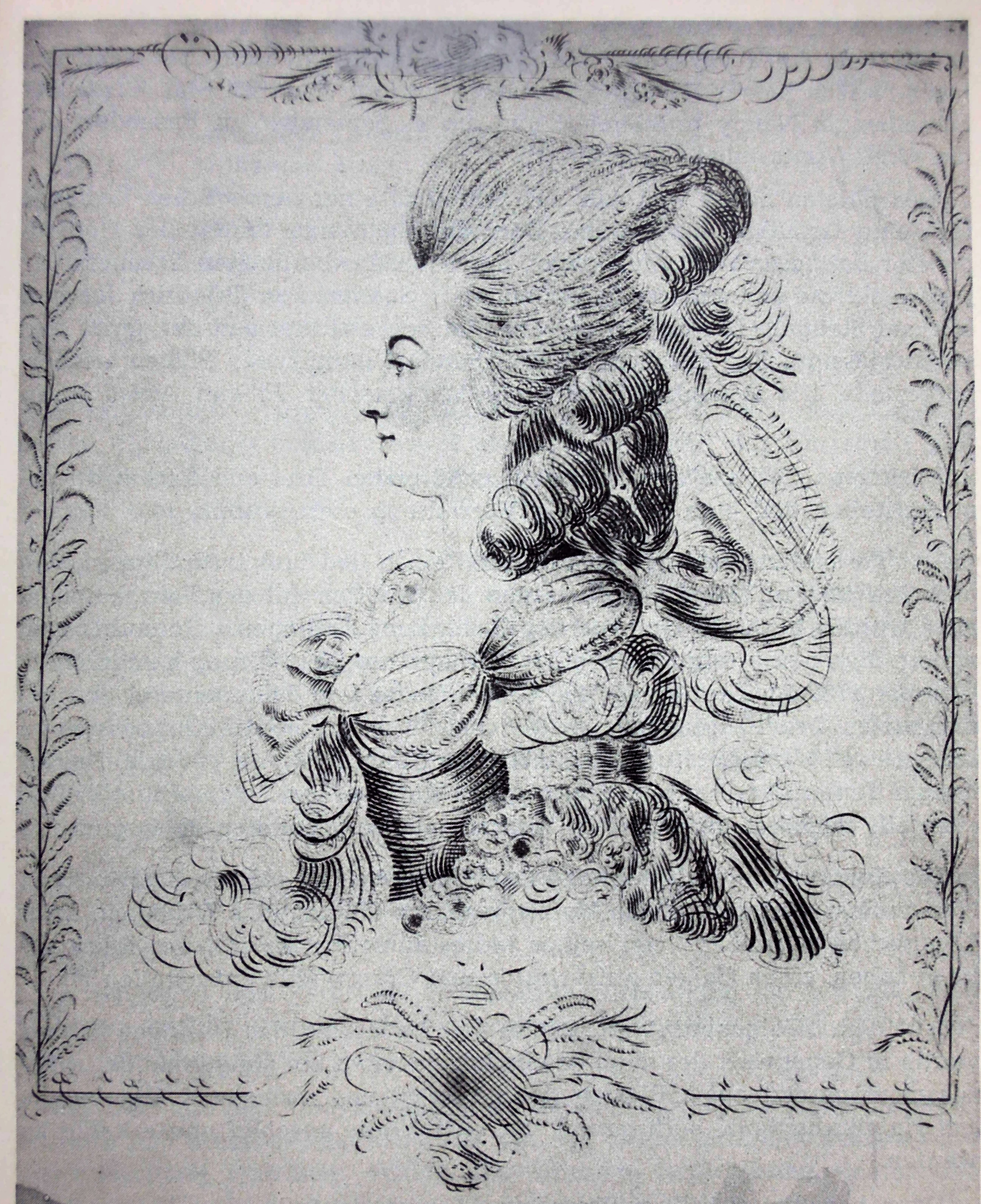
Katharina Kest door Anton Koehl
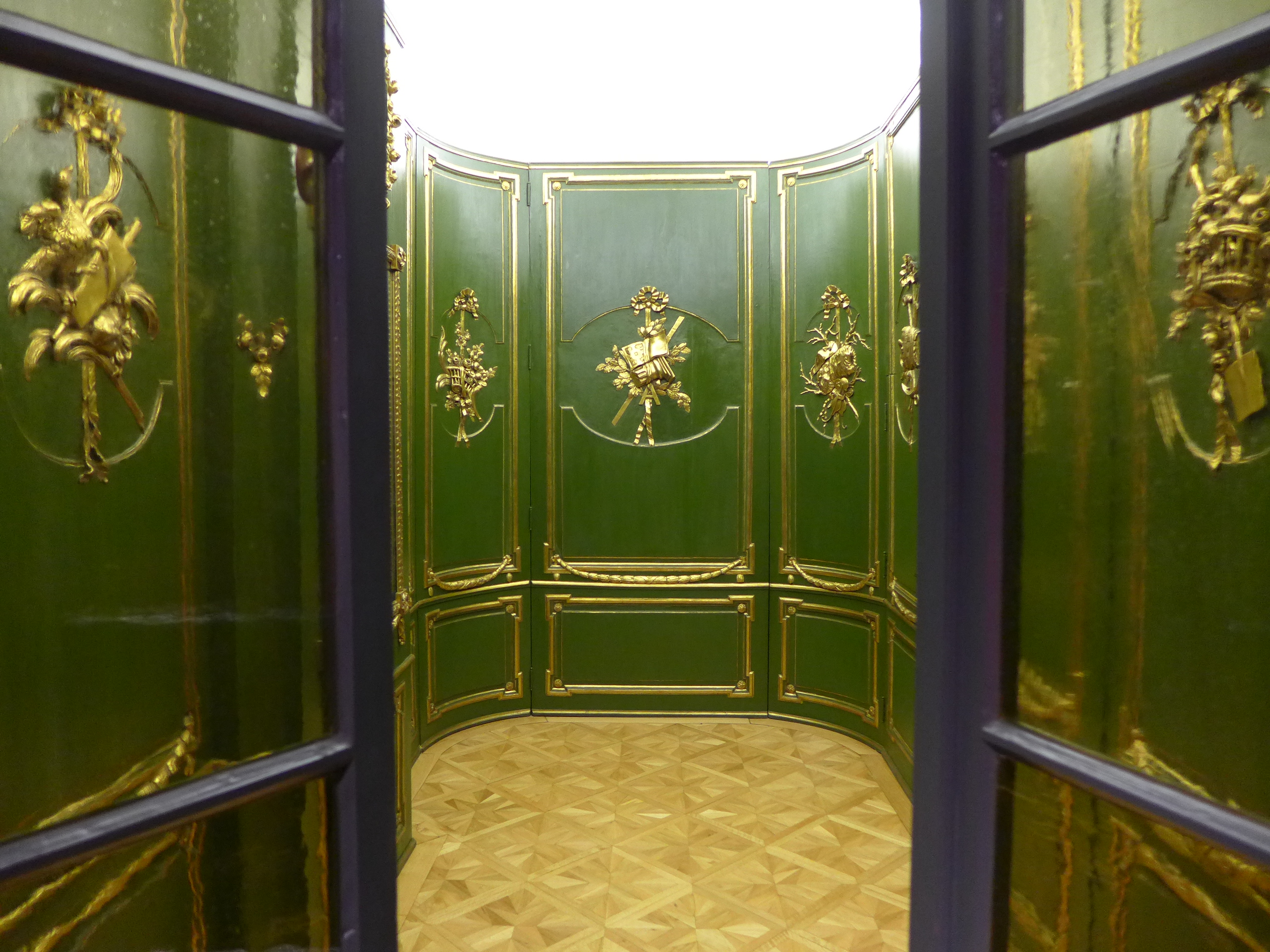
Het Groene Kabinet van Katharina Kest
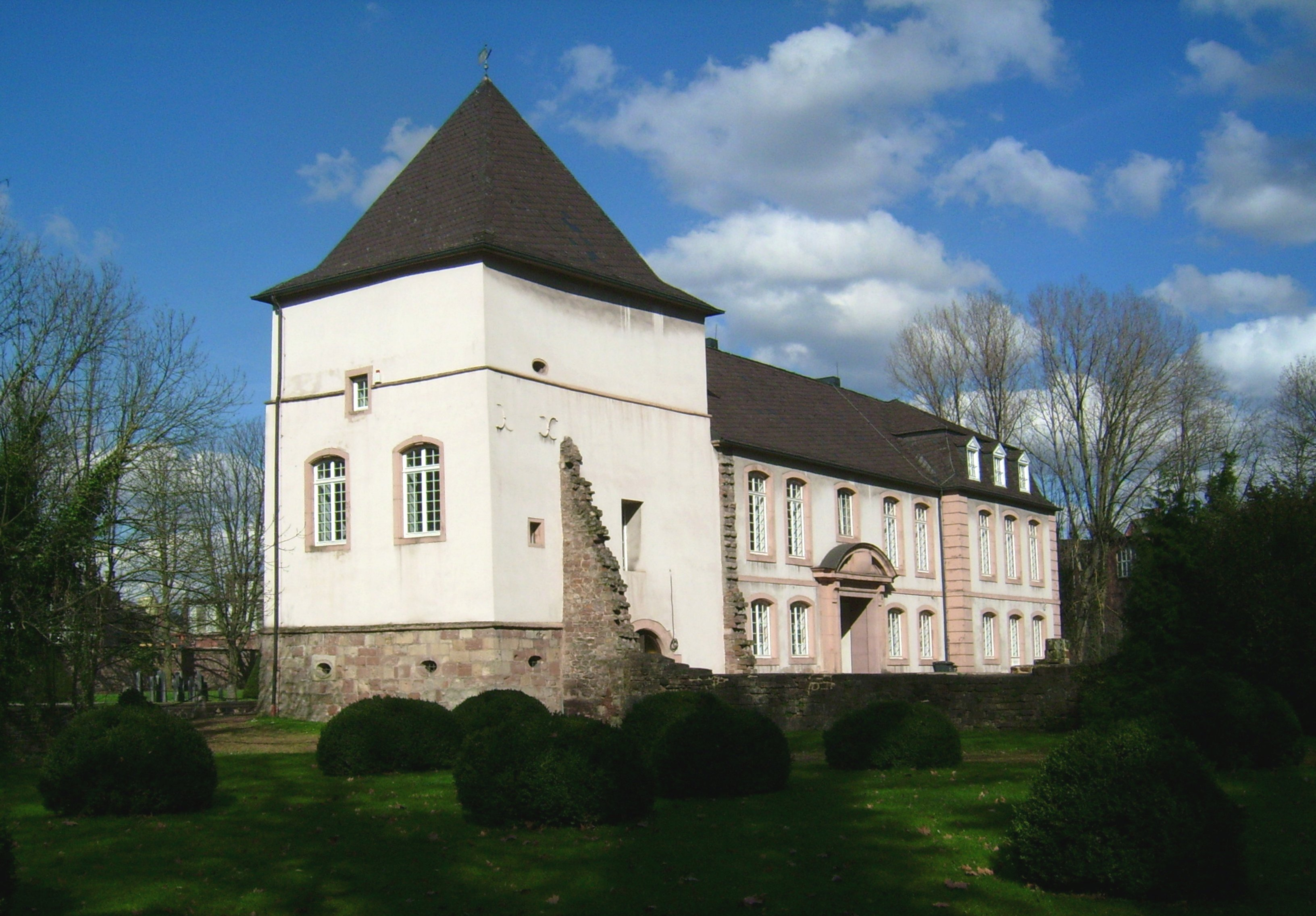
Slot Dillingen
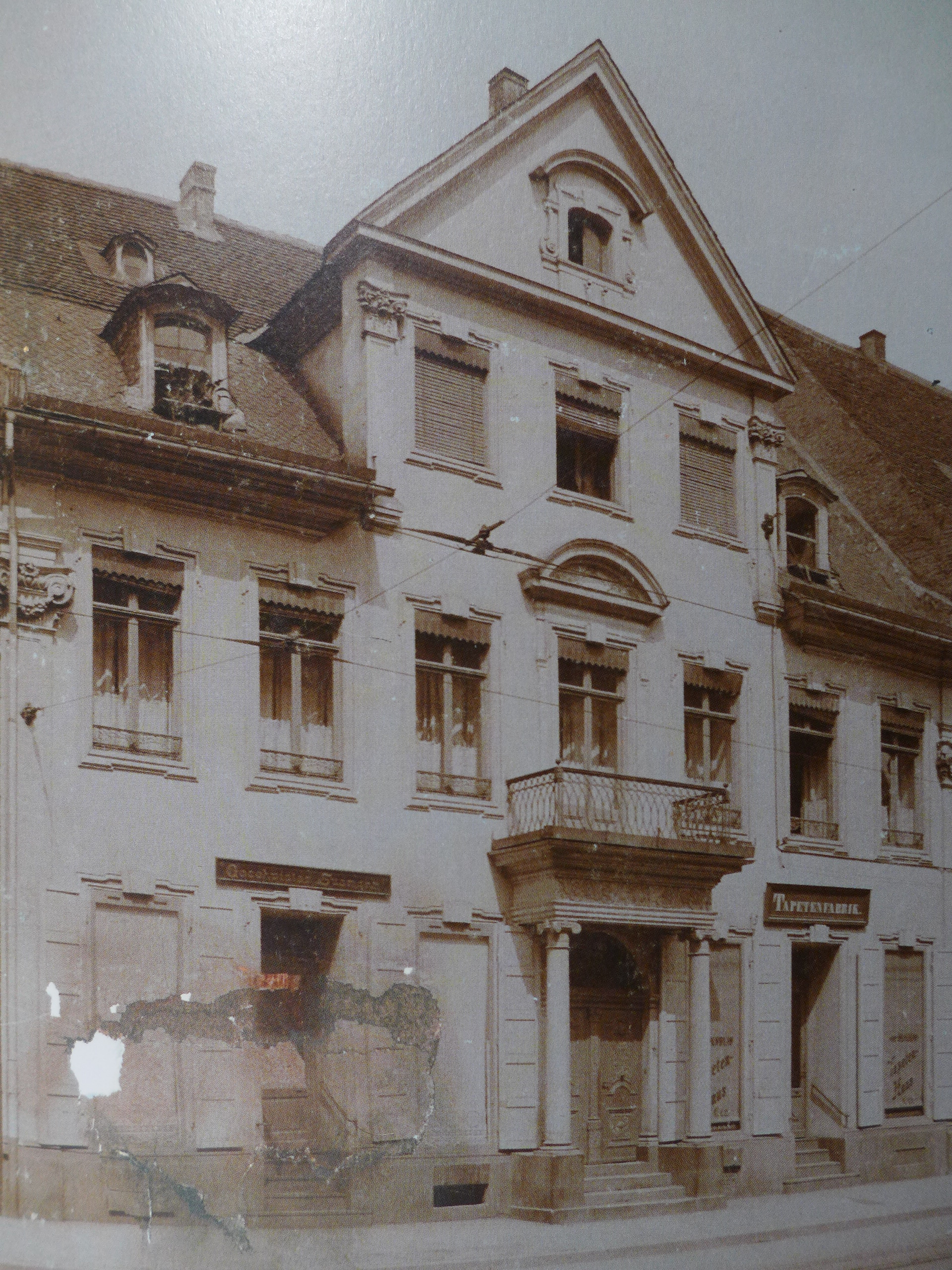
Woning van Katharina Kest in Mannheim sinds 1800

### Ludwig Carl van Ottweiler
Ludwig Carl Reichsgraf von Ottweiler werd als Ludwig Carl von Ludwigsberg geboren te Saarbrücken op 30 mei 1776 en de volgende dag gedoopt in Slot Saarbrücken. Hij was de tweede buitenechtelijke zoon van vorst Lodewijk van Nassau-Saarbrücken uit diens relatie met zijn toenmalige maîtraisse en titre, en latere tweede echtgenote, Katharina Kest. Ludwig Carl groeide op bij zijn ouders, broers en zusters in Slot Saarbrücken.

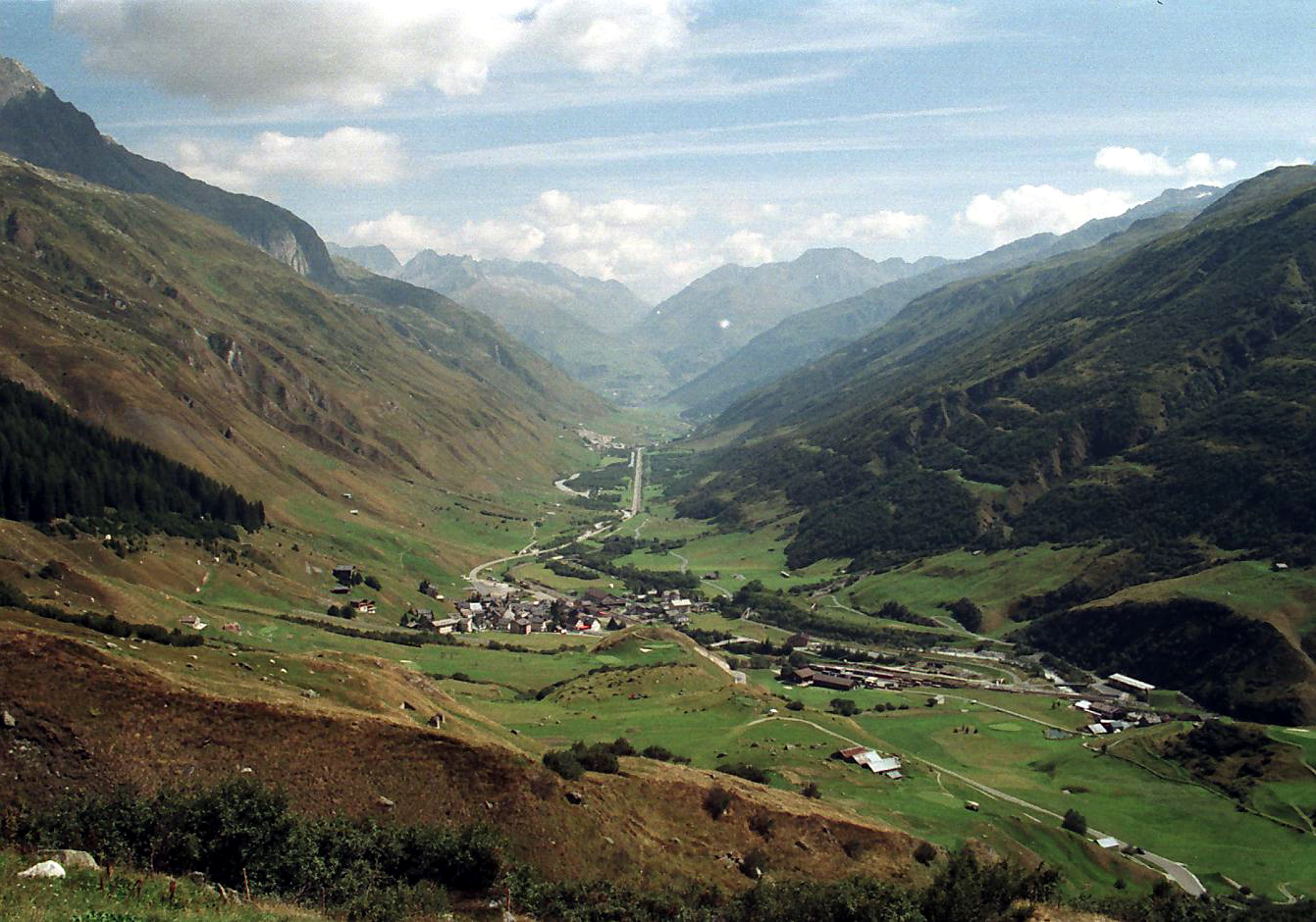
Het Urserental

Ludwig Carl en zijn broers en zusters werden in 1781 door keizer Jozef II gelegitimeerd. Ze werden in 1781 verheven tot rijksbaron(es) van Ottweiler en in 1784 tot rijksgraaf(gravin) van Ottweiler. In 1787 huwden Lodewijk en Katharina. Lodewijk liet Katharina enkele dagen later als heersende vorstin van Nassau-Saarbrücken uitroepen. Hoewel Lodewijk het huwelijk niet als morganatisch bedoelde, werd het door overige vorsten van Nassau alleen als morganatisch erkend. Ze erkenden de kinderen uit het huwelijk niet als erfgenamen van het vorstendom Nassau-Saarbrücken.
In 1791 vielen Franse revolutionaire troepen onder generaal Ligneville Saarbrücken binnen. In 1793 vluchtten Lodewijk, die in slechte gezondheid was, Katharina en hun kinderen via Mannheim naar Aschaffenburg in Keur-Mainz, waar ze in ballingschap gingen. Daar overleed Lodewijk in 1794. Ludwig Carl trad in militaire dienst. 
In de rang van kapitein sneuvelde hij op 16 augustus 1799 in het Urserental in Zwitserland tegen de Fransen door een schot in de rechterborst. Ludwig Carl was ongehuwd en had geen kinderen.

### Adolf van Ottweiler

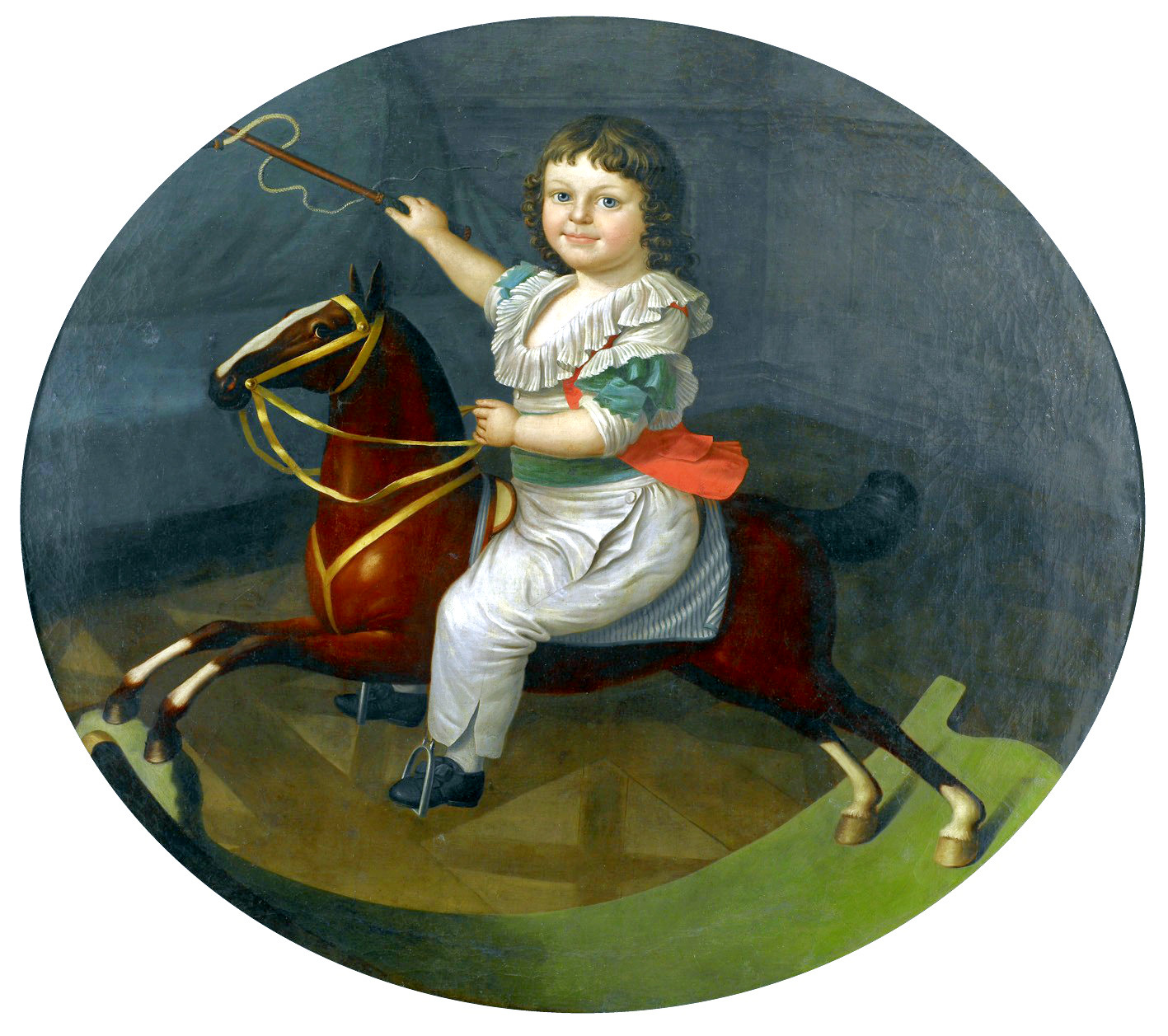
Kinderportret van Adolf door Johann Friedrich Dryander

Het wapen van Adolf Reichsgraf von Ottweiler

Ludwig Karl Adolf Moritz Reichsgraf von Ottweiler (Saarbrücken, 3 juni 1789 - Vilnius, 10 december 1812), was de jongste zoon van vorst Lodewijk van Nassau-Saarbrücken uit diens tweede, morganatische, huwelijk met Katharina Kest. Adolf groeide op bij zijn ouders, broers en zusters in Slot Saarbrücken. Zijn officiële titels waren rijksgraaf van Ottweiler, hertog van Dillingen.
In 1791 vielen Franse revolutionaire troepen onder generaal Ligneville Saarbrücken binnen. In 1793 vluchtten Lodewijk, die in slechte gezondheid was, Katharina en hun kinderen via Mannheim naar Aschaffenburg in Keur-Mainz, waar ze in ballingschap gingen. Daar overleed Lodewijk in 1794.
Katharina ging terug naar Mannheim. Hier woonde ze sinds 1800 met haar kinderen in een paleis in de buurt van de Paradeplatz en in de buurt van Slot Mannheim. In 1802 reisde Katharina met Adolf naar Parijs om bij Napoleon Bonaparte de aanspraken op het hertogdom Dillingen geldend te kunnen maken. De Franse staat had tijdens de revolutie het hertogdom Dillingen in beslag genomen. Op bevel van Napoleon kreeg Katharina het hertogdom en Slot Dillingen weliswaar terug, maar in 1806 verkocht ze alle goederen aan de Dillinger Hütte. Daarnaast onderhandelde Katharina met Napoleon om de aanspraken van Adolf op het vorstendom Nassau-Saarbrücken geldend te kunnen maken. Hier had Katharina echter geen succes.
In Parijs werd Adolf naast het schoolbezoek ook door huisleraren onderwezen, hij ontving ook onderricht in het schermen. Op 16-jarige leeftijd begon hij aan de Universiteit van Heidelberg met de studie kameralistiek. Na enkele universiteitsboetes ontving Adolf in 1808 in Heidelberg, het consilium abeundi (advies om universiteit en stad te verlaten). Hij verhuisde dus gedwongen naar de Universiteit van Göttingen. Ook in Göttingen ontving hij na korte tijd het consilium abeundi. Hij verliet Göttingen vervolgens in het kielzog van de gendarmerie-affaire. De daaropvolgende tijd verbleef hij bij zijn moeder in Mannheim. Een volgende studie begon in het zomersemester 1810 aan de Universiteit van Jena. Al in de winter van 1810 studeerde hij aan de Universiteit van Erlangen.
In maart 1811 trad hij als een Fahnenjunker toe tot het leger van het koninkrijk Württemberg en bezocht eerst de cadettenschool in Ludwigsburg. In augustus 1811 volgde zijn promotie tot tweede luitenant en in februari 1812 zijn bevordering tot luitenant. Adolf meldde zich in maart 1812 als vrijwilliger voor de veldtocht van Napoleon naar Rusland. Hij werd in augustus 1812 in de Slag bij Smolensk door een schot door de schouder ernstig gewond; de kogel kon pas na veertig dagen chirurgisch verwijderd worden. Met een ziekentransport kwam hij op 9 december 1812 in Vilnius aan, waar hij bij temperaturen tot -39° Celsius ongelukkigerwijze ook nog door een kanon werd overreden. Met aanzienlijke extra verwondingen en ernstige bevriezingen, werd hij naar een huis gebracht, waar hij in de volgende nacht aan zijn verwondingen en bevriezingen bezweek.
Adolf was ongehuwd en had geen kinderen.

## Andere takken Nassau-Saarbrücken
Voordien waren er nog drie zijtakken die Nassau-Saarbrücken genoemd worden:
- de van 1442 tot 1574 bestaande eerste tak;
- de van 1574 tot 1602 bestaande tweede tak;
- de van 1629 tot 1723 bestaande derde tak.